# 2 (album, Vladimír Mišík a Etc…)
2 (též označováno jako Etc… 2) je druhé studiové album Vladimíra Mišíka a skupiny Etc…. Album poprvé vyšlo v roce 1980 u Supraphonu a produkoval ho Hynek Žalčík. V devadesátých letech album vyšlo znovu v reedici.
Nahráno bylo 10 písní, ale písnička „Šero v kavárně“ musela být vyřazena, protože jejím autorem je Jiří Suchý. Píseň tak vyšla až jako bonus při reedici v roce 1997. Původní pořadí písní mělo být „Sladké je žít“, „Variace na renesanční téma“, „Sochy“, „Ty II.“, „Na okraji“, „V hotelu Belveder je dnes tanec“, „Nejlepší ženská našich dnů“, „Taxůvku jsme chytli“, „Jam session“, „Šero v kavárně“. Vydání desky předcházel singl „Variace na renesanční téma“/„Sladké je žít“ se stejnými verzemi skladeb.
V žebříčku 50 nejlepších českých alb historie rozhlasové stanice Expres FM sestaveném v roce 2023 se album umístilo na dvanáctém místě.

## Seznam skladeb
| Strana 1 | Strana 1                        | Strana 1              | Strana 1 | Strana 1 |
| Pořadí   | Název                           | Hudba                 | Text     | Délka    |
| -------- | ------------------------------- | --------------------- | -------- | -------- |
| 1.       | Nejlepší ženská našich dnů      | Mišík, Veselý         | Staša    | 4:55     |
| 2.       | Ty II.                          | Mišík                 | Hrabě    | 4:31     |
| 3.       | V hotelu Belveder je dnes tanec | Mišík, Hrubý, Pokorný | Žalčík   | 4:44     |
| 4.       | Jam Session                     | Mišík, Hrubý          | Hrabě    | 3:18     |

| Strana 2 | Strana 2                   | Strana 2 | Strana 2                              | Strana 2 |
| Pořadí   | Název                      | Hudba    | Text                                  | Délka    |
| -------- | -------------------------- | -------- | ------------------------------------- | -------- |
| 1.       | Taxůvku jsme chytli        | Mišík    | Mišík                                 | 2:56     |
| 2.       | Sochy                      | Mišík    | Kainar                                | 3:08     |
| 3.       | Na okraji                  | Jelínek  | Merta                                 | 2:51     |
| 4.       | Variace na renesanční téma | Mišík    | Hrabě                                 | 3:43     |
| 5.       | Sladké je žít              | Merkl    | Langston Hughes (překlad: Jiří Valja) | 4:35     |

| Bonus na reedici z roku 1997 | Bonus na reedici z roku 1997 | Bonus na reedici z roku 1997 | Bonus na reedici z roku 1997 | Bonus na reedici z roku 1997 |
| Pořadí                       | Název                        | Hudba                        | Text                         | Délka                        |
| ---------------------------- | ---------------------------- | ---------------------------- | ---------------------------- | ---------------------------- |
| 10.                          | Šero v kavárně               | Mišík                        | Suchý                        |                              |

## Sestava
- Vladimír Mišík – zpěv, akustická kytara, harmonika

Etc…
- Petr Pokorný – elektrická kytara
- Jan Hrubý – housle
- Jiří Veselý – baskytara, akordeon, syntezátor
- Jiří Šustera – bicí, perkuse

Host
- Jan Kolář – klavír, anglický roh, hoboj, clavinet, syntezátor